# ذخیره‌گاه ملی آلتو لوا
ذخیره‌گاه ملی آلتو لوا (به اسپانیایی: Reserva nacional Alto Loa) یک پارک ملی در شیلی است که در ال لوآ واقع شده‌است.